# Olaf von Löwis of Menar
Olaf von Löwis of Menar (* 1954 in München) ist ein deutscher Politiker (CSU). Er ist Landrat des Landkreises Miesbach. Von 2014 bis 2020 war er Erster Bürgermeister von Holzkirchen.

## Leben

### Ausbildung und Beruf
Olaf von Löwis of Menar wurde 1954 als Sohn des Juristen Olaf von Löwis of Menar sen. und der in Ungarn geborenen Piroska von Löwis of Menar in München geboren. Nach dem Abschluss seines Forstwissenschaftsstudiums als Diplom-Forstwirt im Jahr 1978 absolvierte von Löwis das Referendariat bei der Bayerischen Staatsforstverwaltung und legte 1981 die Große Forstliche Staatsprüfung ab. Anschließend arbeitete er als Forstsachverständiger beim Bayerischen Waldbesitzerverband und war im Landkreis Miesbach als amtlich bestellter Wildschadensschätzer für Wald tätig. Von 1984 bis 2014 führte er ab Gründung die Geschäfte des Vereins für forstliche Standortserkundung e.V. in München. Der Verein kartierte in dieser Zeit die Standorte (i. W. Boden- und Klimaverhältnisse) von rund 1,1 Millionen Hektar Wald in Bayern und weiteren Wäldern in der Bundesrepublik Deutschland. Im Jahre 2006 wurde von Löwis zusätzlich Geschäftsführer des Verbandes der Bayerischen Grundbesitzer in München. Beide Ämter hatte er bis zu seinem Wechsel im Jahre 2014 in die Politik inne. In dieser Zeit war er darüber hinaus geschäftsführender Gesellschafter der ARGE Waldökologie (von 2000 bis 2011), Vorsitzender des Vereins der Forstexperten (von 2002 bis 2006) sowie Vorsitzender des Aufsichtsrats der Genossenschaft für Waldwirtschaft, Genowald (von 2009 bis 2014).

### Politik
Seine politische Laufbahn begann von Löwis 1988 mit dem Studium an der Hochschule für Politik München. 1997 wurde er Mitglied der CSU und in die erweiterte Vorstandschaft des Ortsverbandes Holzkirchen gewählt. 1999 folgte die Wahl zum stellvertretenden Vorsitzenden des Ortsverbandes und 2001 die Wahl zum Ortsvorsitzenden. Von 2002 bis 2014 war er Mitglied des Marktgemeinderates Holzkirchen, übernahm von 2008 bis 2014 jeweils den Vorsitz des Rechnungsprüfungsausschusses der Gemeinde Holzkirchen sowie des Kreistages des Landkreises Miesbach, in den er 2008 gewählt wurde. Im gleichen Jahr wurde er zweiter Bürgermeister der Marktgemeinde. 2014 wurde von Löwis in einer Stichwahl zum Ersten Bürgermeister Holzkirchens gewählt. Dieses Amt hatte er sechs Jahre lang inne. 2020 wurde er bei einer Stichwahl gegen den amtierenden Landrat Wolfgang Rzehak (Bündnis 90/Die Grünen) mit 65,41 Prozent zum Landrat des Landkreises Miesbach gewählt.
Überregionale Bekanntheit erlangte von Löwis im Februar 2024. Bei einer Bürgerinformationsveranstaltung, bei der er über Pläne für eine neue Flüchtlingsunterbringung informierte, wurde er von wütenden Teilnehmenden niedergebrüllt. Standhaft verwies er die johlende Menge darauf, dass die Würde des Menschen unantastbar sei, egal um welchen Menschen es gehe. Am Ende eskortierte ihn die Polizei aus der Halle.

### Sonstige Ämter
Von Löwis war Gründungsstifter der im Jahre 2005 gegründeten Energiewende Oberland, war seit 2011 Vorsitzender der Volkshochschule Holzkirchen-Otterfing und seit 2012 Mitglied des Kirchenvorstandes der luther.-evang. Kirche Holzkirchen. In seiner Eigenschaft als Erster Bürgermeister hatte von Löwis jeweils den Vorsitz des Aufsichtsrates der Gemeindewerke Holzkirchen, des Verwaltungsrates der GEA-Holzkirchen, des Beirates der Kultur im Oberbräu und des Verwaltungsrates der Frischeküche inne. 
Als Landrat ist von Löwis Vorsitzender des Verwaltungsrates der Kreissparkasse Miesbach-Tegernsee und der Regionalentwicklung Oberland, die aus der Fusion von Standortmarketinggesellschaft Miesbach (SMG) und Alpenregion Tegernsee Schliersee (ATS) hervorging.